# BVG C
BVG C는 1926년부터 운행을 시작한 베를린 지하철의 대형 규격용 차량이다. 전세대 차량인 B형과 비교했을 때 전장이 약 5 m 증가한 18 m로 변경되었기 때문에 긴 차량(Langwagen)으로 불렸다. 제2차 세계 대전 당시 베를린 지하철의 최신형 차량이었으며, 이 중 120량은 종전 이후 소련에 전쟁배상으로 징발되어 모스크바 지하철에서 운행했다. 소련에서는 В(V)형으로 분류되어 1965년까지, 베를린에서는 1975년까지 영업 운행에 사용되었다.

## 형식
총 4개의 형식으로 나뉜다. CI형 차량은 반입된 차량마다 기술적인 차이가 있어서 사실상의 시제품으로 취급된다. CII형과 CIII형 차량은 양산형으로 분류된다. CIV형 차량은 CI형 차량과 기술적으로 유사하지만 다른 차량과 다르게 알루미늄 차체를 사용했기 때문에 별도의 형식으로 구분되었다.
C형 차량의 내장재는 밝은색 목재 패널을 사용했고, 바닥은 갈색 리놀륨, 천장은 흰색 페인트를 칠했다. 창문은 3매로 분할된 형태를 사용했다. 차량 한 쪽 끝에는 접이식 좌석이 1개 장착되어 있다.

### CI
1926년 베를린 남북 도시철도 건설(현재의 U6) 당시에 9량 차량이 시험적으로 제작되었다. 차량 전장이 확대된 데에는 당시 남북 도시철도의 승강장이 80 m로 건설되었다는 이유가 있었다. B형 차량 6량 편성은 총 78.9 m(정원 696명)로 승강장 전체를 활용할 수 있었으나, 정차 여유분이 없어서 정차위치 안내장치가 없었던 당시에는 제동을 매우 정확하게 체결해야 했다. 새로운 차량의 길이는 정원 수를 크게 줄이지 않으면서도 기관사의 정차 위치 오차 여유분을 최대한 확보할 수 있도록 결정되었다. 그 대신 최대 병결 운행은 4량으로 축소되었고, 편성 길이는 총 73.6 m(정원 650명)이다. 당시 건설 중이었던 GN선(현재의 U8)에도 시험운행용으로 사용되었다.
1926년에는 동력차와 객차 각각 8량, 1927년에는 동력차와 객차 각각 4량이 반입되었다. 4량 편성 기준 총 6편성에 해당하는 양이다. 각각 차량은 기술적으로는 서로 차이가 컸으며, 천장 현상부터 출입문 개수까지 차이가 있었다. B형 차량과의 병결 운행은 염두에 두지 않았기 때문에 전장품이 개수되었다. 자동으로 닫히는 공기식 출입문이 도시철도 역사상 최초로 도입되었다. 데드맨 장치가 장착되어 있다.
제2차 세계 대전 당시에 24량 중 손상된 차량은 없었으나, 소련군정의 명령으로 인하여 120량의 차량을 징발해야 했기 때문에 전 차량이 1945년 9월에 소련으로 운반되었다. 소련에서의 운행을 위한 개수를 거쳐서 1965년까지 운행했으며 이후 폐차되었다.

### CII

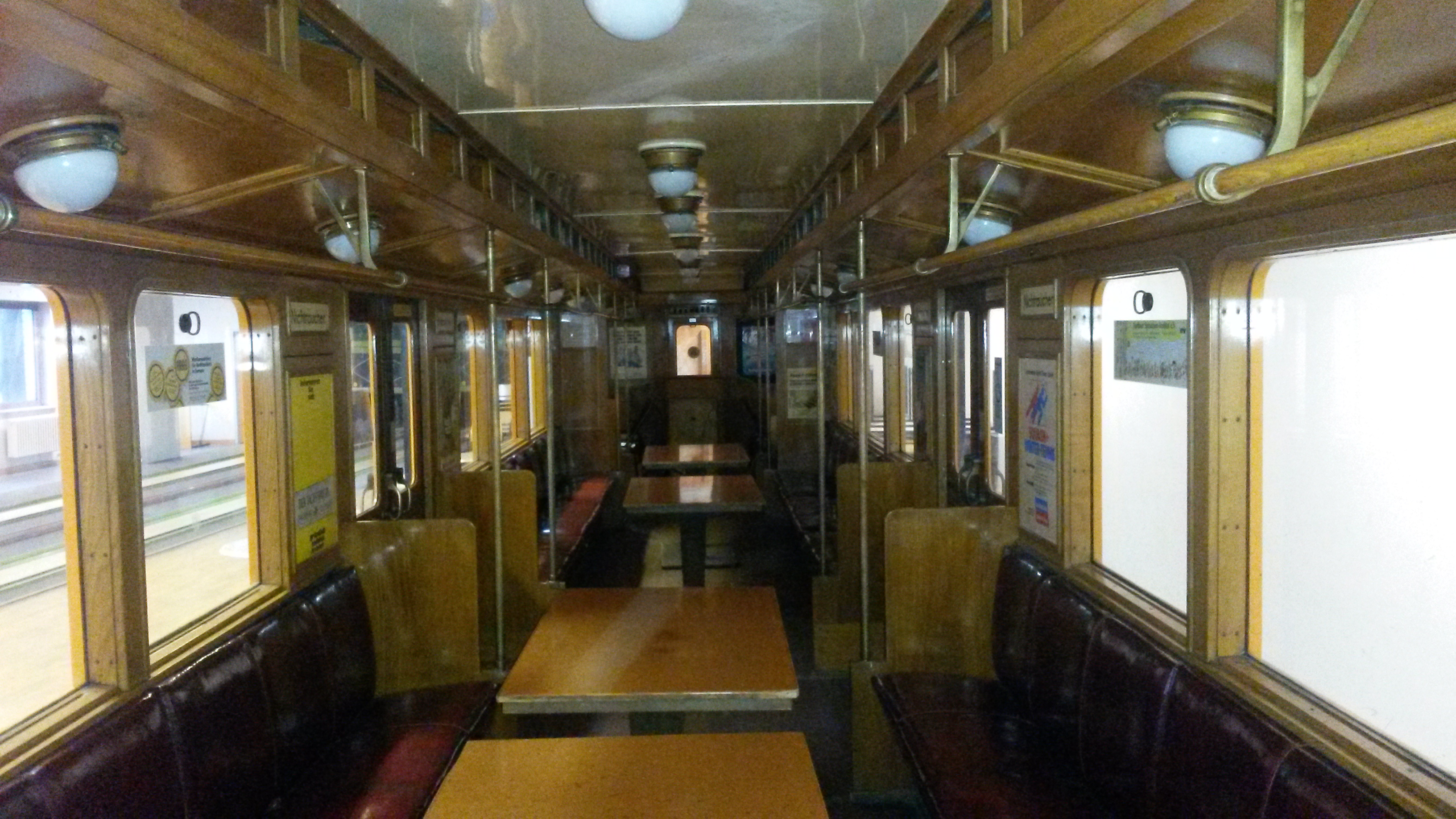
CII형 차량의 내부, 경찰 훈련용으로 탁자가 추가됨

CI형 차량의 시험 운행으로 얻은 경험을 사용하여 114량의 양산형 차량이 생산되었다. CII형 차량은 1개 대차만 동력 대차가 장착되었기 때문에 동력 성능을 위해서 무동력 객차가 생산되지 않았고 전 차량이 동력차로 생산되었다. 차량당 100 kW SL-104n 전동기가 1개 장착되어 있다. 천장 형상은 평면형이며, 출입문은 1량당 양쪽으로 3개씩 장착되어 있으며 870 mm 크기의 출입문 경고등이 장착되어 있다. CI형과 유사한 출입문 닫힘 장치는 1930년대 말에 장착되었다.
캠 스위치식 개폐기가 제어 장치로 장착되어 있다. 기계식 제동은 초기에는 차축에 작용했으나 이후에 답면제동으로 대체되었다. 운전실과 객실간 격벽은 사용하지 않을 때에는 접을 수 있어서 추가로 승차 인원을 확보할 수 있다. 운전실 격벽이 접혀 있을 때에는 운전 계기만을 가로막는 형태로 접히게 된다. 영업 운행 시에도 중간차에서 승객 공간 확보를 위해서 사용되었다. 승강장 길이가 확보되어 6량 편성으로 운행할 때에는 좌석과 입석을 합쳐서 정원 1050명으로 확대된다.
제2차 세계 대전 당시 1량(569호)이 파괴되었다. 1965년 이후 69량이 소련으로 징발되어 1949년까지 개수공사를 거쳤으며, 소련에서는 1965년까지 운행했다. 베를린에 남아 있었던 차량은 BVG 분리 당시 서베를린 소속이 되었다. 1958년에 차호가 개정되어 1975년까지 운행했다.
베를린에 보존되어 있는 차량은 총 3량(563, 588, 603)이다. 563, 568호(1316, 1338로 개칭)는 동태 보존되어 있고, 603호(1352로 개칭)는 독일 기술박물관에 정태 보존되어 있다.

### CIII
1930년 E선(현재의 U5) 개통 당시 CII형 차량만으로는 신규 노선 운행에 부족했다. 1929년 설립된 베를린교통공사에서 새로운 차량을 조달했다. CIII형 차량과 CII형 차량은 외관으로는 거의 동일하지만 기술적인 사양에는 차이가 있어서 상호간 병결운행이 불가능했다. 주 제어기도 접촉기식으로 변경되었고 전기식 저항제동이 추가되었다. 전 대차가 동력대차로 변경되었고, 그 대신 전동기는 70 kW 출력의 USL-421로 변경되었다.
제2차 세계 대전 당시 1량(519호)이 파괴되었다. 29량 중 27량은 소련으로 징발되었고, 524호 및 544호 차량만이 베를린에 남았다. 남아 있었던 차량은 1952년에 무동력 객차로 개조되어 B형 차량에 연결되어 운행했다. 1955년에는 남아 있었던 CII형 차량과 동일하게 다시 개조되었다. 1970년 혹은 1975년까지 베를린에서 운행했고 이후에 폐차되었다. 소련으로 징발된 차량도 운행 종료 이후 전부 폐차되어 현재 보존된 CII형 차량은 없다.

### CIV
CIV형 차량은 CI형 차량 중 시험용 일부가 1944년에 개칭된 것이다. 따라서 다른 CI형 차량과 유사한 번호대를 사용한다. 동력차 2량(111, 112호)과 객차 1량(268호)로 구성되어 있으며, 1930년/1931년에 바우첸 소재 바공파브리크 부슈(Waggonfabrik Busch)에서 알루미늄 차체로 생산되었다. 다른 C형 차량에 비해서 중량이 약 12% 감소했다. 차량과 차벽 역시 더 강한 재질로 제작되었다.
중간 객차는 1938년에 개수되어 2+1 크로스시트가 장착되었다. 양 동력차 역시 1944년에 내장재가 개조되었고 AEG식 구동계가 시험 장착되었다. 제2차 세계 대전 종전 직전에 객차가 파괴되었고 양쪽 동력차가 손상되었다. 소련으로 징발이 예정되어 있었으나 상태가 악화되어 있었기 때문에 베를린에 남았고, 개수를 거쳐서 1953년부터 다시 운행에 투입되었다. 중간차 없이 2량 편성으로 운행했고 1970년에 운행을 중단했다. 1971년 혹은 1975년에 폐차되었다.

## 제2차 세계 대전 이후

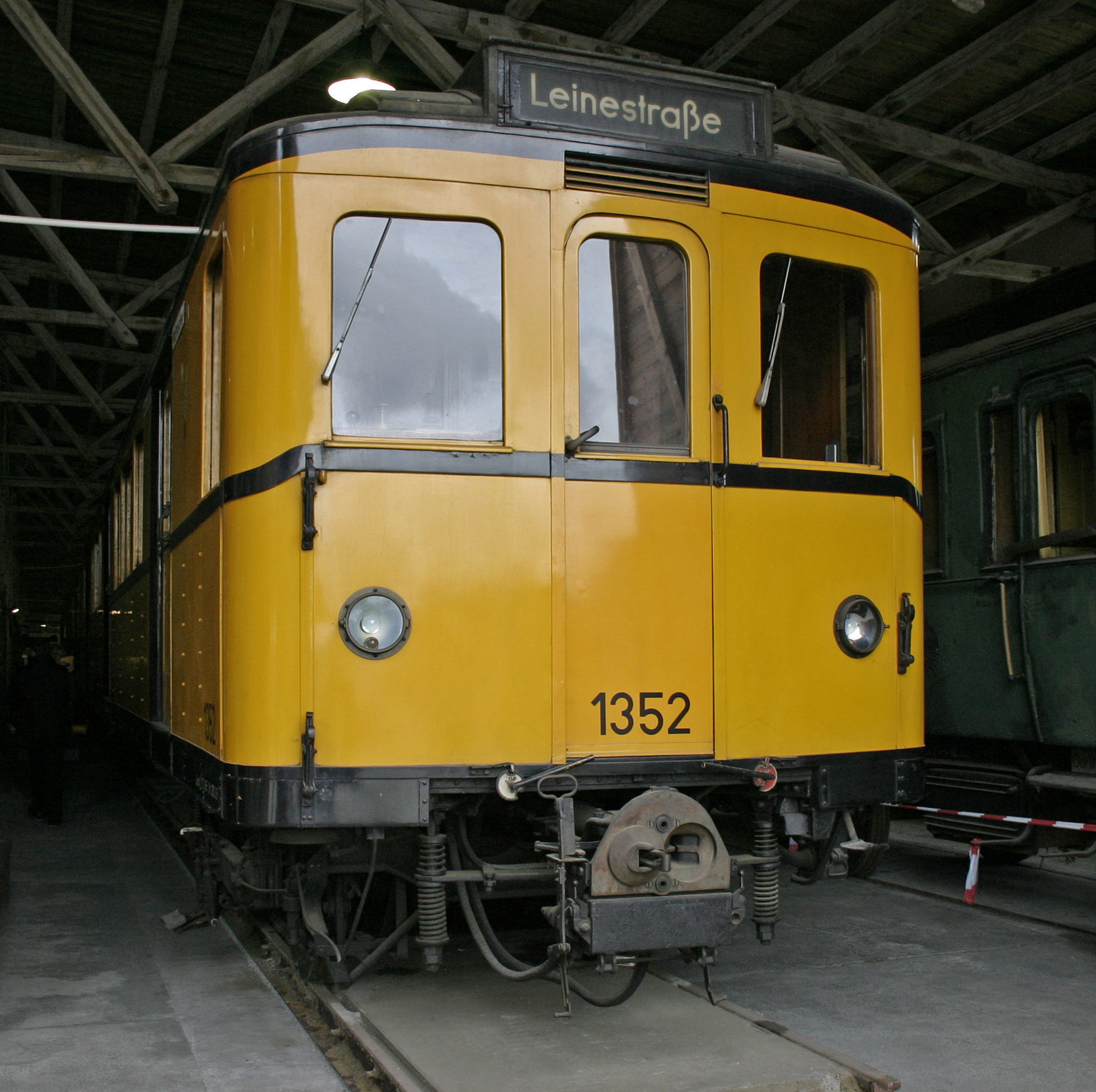
독일 기술박물관에 전시 중인 1352호(구 603호), 2018년

### 서베를린
전쟁 종전 이전에 상당수의 C형 차량은 E선에서 제외되어 C선과 D선으로 이동했다. 그 결과 소련으로 징발되지 않고 베를린에 남아 있었던 C형 차량은 C선과 D선을 관리하게 된 서베를린 BVG의 관할이 되었다. 대부분 차량은 개수를 거쳤고, CIV형 차량도 CII형 차량에 준하는 수준으로 통일되었다. 전쟁 배상 징발로 인하여 차호가 비는 부분이 많았기 때문에 1957년/1958년에 일괄적인 차호 재조정이 진행되었다. C형 차량은 1300호대 번호를 배당받았다. 남아 있었던 무동력 객차는 없었지만 전 동력차는 짝수 번호를 부여받았다.
CIV형 차량은 1950년대에 시험 운행용으로 사용되었다. 여기에서 사용된 기술은 1957년부터 제작이 시작된 D형 차량 제작에 사용되었다.
냉전 시기에는 C형 차량이 대부분 C선에 사용되었다. 당시 D선과 E선은 알렉산더플라츠역에서 연결되었기 때문에, 서베를린 BVG는 동베를린 BVB의 산업 스파이 및 의도적인 납치에 유의하고 있었다. D형 차량의 반입과 B형 차량의 폐차 이후에 C형 차량은 U8 노선으로 회송되었고 코트부서 토어역과 라이네슈트라세역 사이를 운행했다.
1970년부터 1975년까지 일부 차량을 제외하고 단계적으로 폐차되었다.

### 모스크바

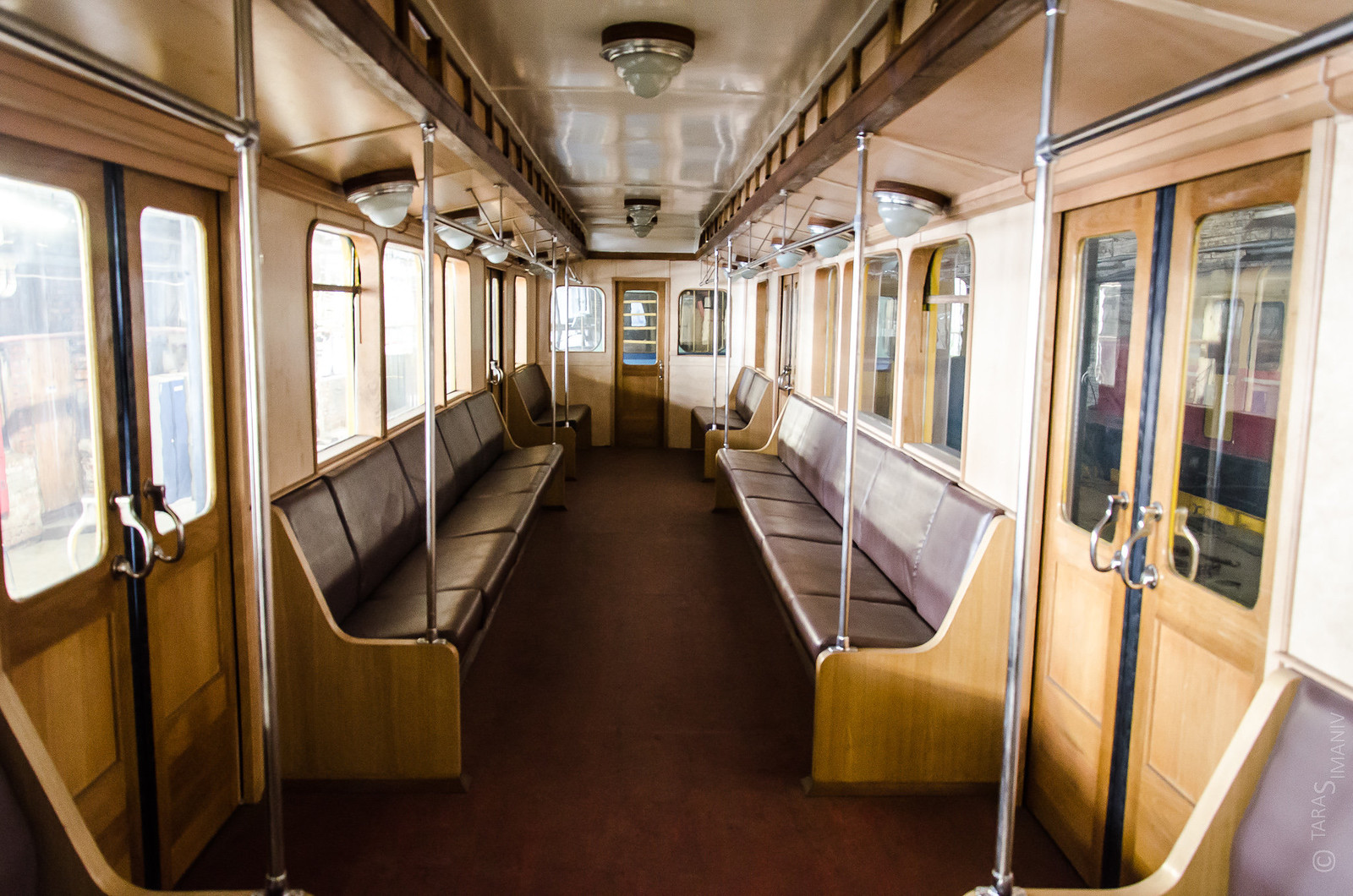
모스크바에서 운행했던 차량의 내장재

종전 당시에 남아 있었던 168량 중 120량이 소련에 전쟁 배상으로 징발되기로 결정되었다. 1945년 여름부터 작업이 진행되었다. 1945년 6월 10일 소련 측 관계자가 독일에 파견되어 C형 차량을 모스크바에 운행하기 위한 기술 평가 및 최초 작업을 시작했다. 당시 소련 점령지구에 있었던 프리드리히스펠데 기지에 있었던 120량이 징발되었고, 철도 운송을 위해서 간선 철도로의 연결선이 도로 노면에 임시로 건설되었다.
소련으로의 운반 작업은 1945년 10월 30일에 시작되었다. 최초에는 증기 기관차에 연결되어 별도의 대차 없이 간선 철도로 회송되었고, 리투아니아 SSR의 라드빌리슈키스 일대에 환적을 위한 중간 경유지가 설치되었다. 소련으로의 운송은 1946년 5월에 종료되었고 중간 경유지는 다시 폐쇄되었다.
1524 mm 러시아 광궤로 개궤되었으며, 당시 모스크바 지하철의 파란색 도색으로 칠해졌으며, 출입문 개방용 손잡이가 제거되고 운전실에서 개폐 조작이 이루어졌다.  모스크바 지하철의 건축 규격에 맞게 차체가 20 cm 더 높아졌고, 대차 프레임도 대형으로 교체되었다. 전기 회로 배선, 전동기, 공기 압축기, 전장품도 개수되었다. 새로운 형식명인 В(V)형은 당시 모스크바 지하철의 차량 형식명 체계에서 비어 있었던 키릴 문자였던 А(A), Б(B)에 이은 형식명 또는 전쟁 배상으로 획득했음을 강조하기 위한 전쟁(Военный)의 첫 글자에서 따 왔다. 이러한 형식명 체계는 1980년까지 사용되었다.
개수 공사는 1949년에 종료되었고, 그 때부터 영업 운전에 투입되기 시작했다. 주 운행 노선은 필룝스카야선이었다. 1965년 운행 종료 이후 대부분 차량은 폐차되었고, 일부 차량은 동태 보존되었다. 모스크바에서 영업 운행을 중단한 차량은 상트페테르부르크 지하철, 트빌리시 지하철 등으로 이동되었고, 상트페테르부르크에 남아 있었던 편성은 2003년에 복원 후 공개되었고, 2012년에는 차량 생산 85주년 기념식이 진행되었다. 트빌리시에서는 검측차로 사용 중이다.

## 차호
1926년부터 1931년까지 동력차 158량, 객차 13량이 생산되었다. 제2차 세계 대전으로 동력차 2량, 객차 1량이 파괴되었고, 동력차 108량과 객차 12량이 1945년 이후 소련에 징발되었다. 베를린에 남아 있었던 차량은 새롭게 차호가 매겨졌고, 짝수는 동력차, 홀수는 객차에 사용되었다.
| 형식 | 생산 시기     | 구 차호                 | 신 차호   | 최후 |
| ---- | ------------- | ----------------------- | --------- | --- |
| CI   | 1926년        | 99–106 250–253, 350–353 |           | 전량 소련으로 징발, 1965년 폐차 |
| CI   | 1927년        | 107–110 254–267         |           | 전량 소련으로 징발, 1965년 폐차 |
| CII  | 1929년        | 545–658                 | 1302–1388 | 제2차 세계 대전으로 손상: 569 소련으로 징발: 546, 547, 549–556, 560, 564, 567, 570–573, 575, 579, 580, 583–586, 589–591, 593–595, 599, 600, 605–607, 611–615, 617–621, 623, 625–629, 631, 633–636, 639, 642, 644–651, 654, 656, 658 1966년 소련에서 폐차 1975년 베를린에서 폐차 |
| CIII | 1930년        | 515–544                 | 1390–1392 | 제2차 세계 대전으로 손상: 519 소련으로 징발: 515–518, 520–523, 525–544 1975년 베를린에서 폐차 |
| CIV  | 1930년-1931년 | 111–112 268             | 1394–1396 | 제2차 세계 대전으로 손상: 268 1974년 폐차 |

## 참고 문헌
- Gustav Kemmann: Neue Wagen für die Berliner Nord-Süd-Bahn. In: Verkehrstechnik. 6. Jahrgang, Heft 39a (30. September 1925), S. 767–772.
- Burghardt: Die Wagen der Berliner Schnellbahnlinie Alexanderplatz–Friedrichsfelde. In: Verkehrstechnik. 12. Jahrgang, Heft 12 (20. März 1931), S. 154–155.
- Berliner U-Bahn-Wagen des Typs C in der Sowjetunion. In: Verkehrsgeschichtliche Blätter. 34. Jahrgang, Heft 5 (September/Oktober 2007), S. 113–124.
- Пузанов, Павел Дмитриевич (2004). 《Вагоны Метро типа «В»》. Москва: Железнодорожное Дело. 50쪽. ISBN 5-93574-019-2.